# Царство мрака (представа)
Царство мрака је позоришна представа коју је режирао Игор Вук Торбица према комаду Лава Толстоја.
Премијерно приказивање је било  24. марта 2017. на сцени „Раша Плаовић” у Народном позоришту.
Царство мрака је једина представа коју је Торбица режирао у Националном театру.
Сценографско решење представе укључује специјалне стаклене преграде захвљајући којој глумци нису у могућност да чују и виде публику, што је прва примена таквог решења у позориштима Србије.

## Тема
Комад истражује теме попут преваре, греха, изопачености појединаца, похлепе, прељубе, лицемерја, убиства и чедоморства, а све зарад профита.
Редитељ нас у представи суочава са животом у беди и тиме шта може да се деси појединцима и друштву уколико се континуирано игноришу проблеми.

## Критике
Критичари су представу сматрали за најбољу те године у Србији.

## Награде
„Царство мрака“ је у Русији (Нижњи Новгорд) у оквиру IX Руског међународног позоришног фестивала добило Специјалну награду за представу у целини и оригинално драмско читање Толстојевог дела.
На трећем театарском фестивалу „Позоришно пролеће“ у Шапцу, одржаном у априлу 2018. године, „Царство мрака“ је, одлуком стручног жирија, проглашено за најбољу представу, Хана Селимовић је добила Награда за најбољу глумицу, а Олга Одановић Награду за глумачко остварење.
Олга Одановић је за улоге Матрјоне у представи „Царство мрака” у режији Игора Вука Торбице добила Награду Раша Плаовић.
На шестом Драма фестивалу у Љубљани „Царству мрака“ је додељена Награда публике „Јернеј Шугман“ за најбољу представу, са просечном оценом 4,7.

## Улоге
| Лица     | Глумци            |
| -------- | ----------------- |
| Матрјона | Олга Одановић     |
| Анисја   | Хана Селимовић    |
| Акуљина  | Вања Ејдус        |
| Петар    | Љубомир Бандовић  |
| Кума     | Анастасиа Мандић  |
| Аћим     | Небојша Љубишић   |
| Никита   | Иван Ђорђевић     |
| Митрић   | Никола Вујовић    |
| Марина   | Ивана Шћепановић  |
| Сват     | Новак Радуловић   |
| Ањутка   | Јелена Благојевић |